# Snowboard aux Jeux olympiques de 2014 - Half-pipe femmes
Navigation
Vancouver 2010 Pyeongchang 2018
Le half-pipe féminin des Jeux olympiques d'hiver de 2014 a lieu le 12 février 2014, avec les qualifications à 14 h 00, la demi-finale à 19 h 00 et la finale à 21 h 30 au parc extrême Rosa Khutor. L'épreuve est présente depuis les Jeux olympiques de 1998 qui se sont déroulés à Nagano, soit lors de la première apparition du snowboard aux Jeux d'hiver. La tenante du titre est l'Australienne Torah Bright qui a remporté l'épreuve à Vancouver en 2010 devant les américaines Hannah Teter, médaille d'argent, et Kelly Clark, médaille de bronze.
L'Américaine Kaitlyn Farrington remporte l'épreuve devant l'Australienne Torah Bright et Kelly Clark, également américaine.

## Médaillés
| Or                              | Argent                   | Bronze                   |
| Kaitlyn Farrington (États-Unis) | Torah Bright (Australie) | Kelly Clark (États-Unis) |

## Calendrier
- Épreuves avec médailles

Tous les horaires sont à l'heure de Moscou (UTC+4).
| Date       | Temps   | Épreuve        |
| ---------- | ------- | -------------- |
| 12 février | 14 h 00 | Qualifications |
| 12 février | 19 h 00 | 1/2 finales    |
| 12 février | 21 h 30 | Finale         |

## Résultats

### Qualification
Les vingt-huit snowbordeuses inscrites sont réparties en deux groupes de quatorze concurrentes. Dans chaque groupe les trois premières sont directement qualifiées pour la finale (QF) et les six suivantes pour la demi-finale (QS).

#### Groupe 1
| Rang | Dossard | Athlète                  | Nationalité        | 1er Passage | 2e Passage | Meilleur | Notes |
| ---- | ------- | ------------------------ | ------------------ | ----------- | ---------- | -------- | ----- |
| 1    | 2       | Kelly Clark              | États-Unis         | 92,25       | 95,00      | 95,00    | QF    |
| 2    | 7       | Queralt Castellet        | Espagne            | 93,25       | 52,00      | 93,25    | QF    |
| 3    | 1       | Sophie Rodriguez         | France             | 78,50       | 25,50      | 78,50    | QF    |
| 4    | 1       | Li Shuang                | Chine              | 77,75       | 54,00      | 77,75    | QS    |
| 5    | 3       | Ursina Haller            | Suisse             | 69,00       | 74,75      | 74,75    | QS    |
| 6    | 6       | Sun Zhifeng              | Chine              | 70,00       | 45,75      | 70,00    | QS    |
| 7    | 12      | Alexandra Duckworth (en) | Canada             | 42,25       | 69,75      | 69,75    | QS    |
| 8    | 9       | Sarka Pancochova         | République tchèque | 42,65       | 66,25      | 66,25    | QS    |
| 9    | 10      | Stephanie Magiros        | Australie          | 71,25       | 36,75      | 71,25    | QS    |

#### Groupe 2
| Rang | Dossard | Athlète            | Nationalité | 1er Passage | 2e Passage | Meilleur | Notes |
| ---- | ------- | ------------------ | ----------- | ----------- | ---------- | -------- | ----- |
| 1    | 28      | Torah Bright       | Australie   | 93,00       | 28,75      | 93,00    | QF    |
| 2    | 27      | Hannah Teter       | États-Unis  | 90,25       | 92,00      | 92,00    | QF    |
| 3    | 20      | Xuetong Cai        | Chine       | 74,25       | 88,00      | 88,00    | QF    |
| 4    | 21      | Kaitlyn Farrington | États-Unis  | 87,00       | 34,50      | 87,00    | QS    |
| 5    | 22      | Jiayu Liu          | Chine       | 81,50       | 83,50      | 83,50    | QS    |
| 6    | 18      | Mirabelle Thovex   | France      | 71,75       | 69,75      | 71,75    | QS    |
| 7    | 17      | Rana Okada         | Japon       | 66,00       | 69,75      | 69,75    | QS    |
| 8    | 19      | Clémence Grimal    | France      | 16,00       | 66,50      | 66,50    | QS    |
| 9    | 24      | Katie Tsuyuki      | Canada      | 49,75       | 54,25      | 54,25    | QS    |

### Demi-finale
| Rang | Dossard | Athlète                  | Nationalité        | 1er Passage | 2e Passage | Meilleur | Notes |
| ---- | ------- | ------------------------ | ------------------ | ----------- | ---------- | -------- | ----- |
| 1    | 21      | Kaitlyn Farrington       | États-Unis         | 87,50       | 53,25      | 87,50    | Q     |
| 2    | 22      | Jiayu Liu                | Chine              | 81,25       | 29,00      | 81,25    | Q     |
| 3    | 1       | Shuang Li                | Chine              | 80,00       | 56,75      | 80,00    | Q     |
| 4    | 3       | Ursina Haller            | Suisse             | 74,50       | 43,00      | 74,50    | Q     |
| 5    | 18      | Mirabelle Thovex         | France             | 70,75       | 39,75      | 70,75    | Q     |
| 6    | 17      | Rana Okada               | Japon              | 56,50       | 70,00      | 70,00    | Q     |
| 7    | 24      | Katie Tsuyuki            | Canada             | 55,50       | 56,25      | 56,25    |       |
| 8    | 19      | Clémence Grimal          | France             | 14,00       | 38,25      | 38,25    |       |
| 9    | 6       | Zhifeng Sun              | Chine              | 35,75       | 35,75      | 35,75    |       |
| 10   | 9       | Sarka Pancochova         | République tchèque | 34,00       | 31,50      | 34,00    |       |
| 11   | 12      | Alexandra Duckworth (en) | Canada             | 32,50       | 25,75      | 32,50    |       |
| 12   | 10      | Stephanie Magiros        | Australie          | 26,50       | 20,50      | 26,50    |       |

### Finale
| Rang                                | Dossard | Athlète            | Nationalité | 1er Passage | 2e Passage | Meilleur |
| ----------------------------------- | ------- | ------------------ | ----------- | ----------- | ---------- | -------- |
| Médaille d'or, Jeux olympiques      | 21      | Kaitlyn Farrington | États-Unis  | 85,75       | 91,75      | 91,75    |
| Médaille d'argent, Jeux olympiques  | 28      | Torah Bright       | Australie   | 58,25       | 91,50      | 91,50    |
| Médaille de bronze, Jeux olympiques | 2       | Kelly Clark        | États-Unis  | 48,25       | 90,75      | 90,75    |
| 4                                   | 27      | Hannah Teter       | États-Unis  | 90,50       | 26,75      | 90,50    |
| 5                                   | 17      | Rana Okada         | Japon       | 47,75       | 85,50      | 85,50    |
| 6                                   | 20      | Xuetong Cai        | Chine       | 84,25       | 25,00      | 84,25    |
| 7                                   | 1       | Sophie Rodriguez   | France      | 77,75       | 79,50      | 79,50    |
| 8                                   | 4       | Shuang Li          | Chine       | 73,25       | 23,75      | 73,25    |
| 9                                   | 22      | Jiayu Liu          | Chine       | 15,75       | 68,25      | 68,25    |
| 10                                  | 18      | Mirabelle Thovex   | France      | 67,00       | 34,75      | 67,00    |
| 11                                  | 7       | Queralt Castellet  | Espagne     | 61,75       | 55,25      | 61,75    |
| 12                                  | 3       | Ursina Haller      | Suisse      | 48,75       | 26,75      | 48,75    |